# Rafael de Dios Ríos
Rafael de Dios Ríos ( - Córdoba, 30 de abril de 1933) fue Guardia Civil. Murió en Córdoba a los 22 años de edad el 30 de abril de 1933, víctima de un atentado. Unos días después de su muerte el Ayuntamiento de Córdoba aprobó el 2 de mayo de 1933 hacer constar sus condolencias a la familia, moción que fue rechazada por la oposición socialista, cuyo portavoz, Antonio Hidalgo Cabrera, alegó desconocer los antecedentes del hecho.

## Detenidos
El jueves 11 de mayo de 1933 el semanario Renovación se hacía eco de la indignación que habían provocado las declaraciones de los detenidos por el asesinato en la capital cordobesa. Al parecer, se declararon culpables de la muerte del Guardia Civil y alegaron haber recibido 50 pesetas. Se desconocía el o los inductores del crimen.

#### Puesta en libertad de detenidos y nuevos encausados
El 13 de agosto de 1935 publica el diario La Voz que han sido liberados tras 27 meses de prisión preventiva los detenidos y acusados del asesinato del Guardia Civil Rafael de Dios Ríos: Francisco Benzalá Soriano, José Tardáguila Palma, Antonio Margalejo Gracia, Cristóbal Alonso Egea y Juan Valenzuela Rojas (a) "Niño del Escapulario". Otro encausado, Francisco de Paula Sánchez Prieto, permanece en la prisión de Vigo sujeto a un proceso de estafa. Recuerda el diario que todos ellos habían publicado un comunicado solicitando su puesta en libertad a raíz de nuevas detenciones. En efecto, al día siguiente, el 14 de agosto, se hicieron públicos los nombres de los nuevos detenidos por el asesinato del guardia civil Ríos, que fueron: Vicente Blanco García; José Rodríguez Pérez, autor material del atentado; Rafael Muro López (a) Carilla sucia, que guardaba la entrada de la calle Empedrada, en unión de Luis Castillo Ariza. Como encubridores han sido procesados Plácida Adrián Alguacil y el sastre sevillano Fermín Lazpiur Lagiomassini. De los implicados, Rodríguez Pérez y Lazpiur, lo están en rebeldía y se encuentran en busca y captura. El resto, ha confesado su delito. Se cree que el móvil del crimen fue desarmar al guardia civil con objeto de agenciarse pistolas para el movimiento revolucionario del mes de mayo próximo.

#### Encubridora
El 15 de agosto de 1935 fue detenida por encubridora la militante comunista Consuelo Fernández Sánchez, conocida por la "Pasionaria".